# Nicanor de Carvalho
Nicanor de Carvalho (9. februar 1947 - 28. november 2018) var en brasiliansk fodboldspiller og træner.